# Обрадович, Горан (футболист, 1986)
Горан Обрадович (серб. Горан Обрадовић; 25 декабря 1986, Белград — 31 августа 2021, Белград) — сербский футболист, защитник.

## Биография
Начинал свою карьеру в командах низших сербских лиг. В 2009 году Обрадович приехал в Армению и подписал контракт с «Арарат». Однако вскоре защитник вернулся на родину в клуб «Млади Радник». Через два года серб вновь вернулся в Армению. В составе «Гандзасара» он выигрывал медали местного чемпионата и доходил до финала кубка страны.
Позднее Обрадович играл за другие армянские команды «Алашкерт» и «Мику», а также за казахстанский «Спартак» из Семея.
В 2016 году защитник заключил контракт с клубом из Лаоса «Лансанг Юнайтед», затем играл в Ливане. Весной 2018 года ненадолго возвращался в «Арарат», после чего снова играл в азиатских странах.
31 августа 2021 года Обрадович скончался в Белграде на 35-м году жизни. Причиной смерти стал суицид.

## Достижения
- Обладатель Суперкубка Армении: 2009.
- Финалист Кубка Армении: 2013/14.
- Бронзовый призёр чемпионата Армении (2): 2011, 2012/13.